# Reuilly (Eure)
Reuilly è un comune francese di 576 abitanti situato nel dipartimento dell'Eure nella regione della Normandia.

## Società

### Evoluzione demografica
Abitanti censiti